# 利稻部落
利稻部落位於臺灣臺東縣海端鄉利稻村，為原住民委員會所核定的臺灣原住民布農族部落之一，該部落也是海端鄉境內，海拔最高的人口居住社區。

## 歷史
根據布農族傳說，利稻部落音譯源自於布農族語的「Lito」一詞，該詞語意指此地擁有眾多野枇杷的意思，利稻部落的布農族人早期居住於花蓮縣卓溪鄉秀姑巒溪上游的拉庫拉庫溪大分地區，後因該地區海拔更高耕作不易，加上人口增加使生活空間逐漸擁擠，於距今約160年前，部分族人南下狩獵時，發現現今利稻部落所在的廣大平坦臺地，部分族人決定南遷此處落地生根，逐形成利稻部落的前身。
利稻部落於臺灣日治時期1930年（昭和5年）期間，已有約24戶布農族人居住於此，而利稻周邊分散有10多處聚落，後因大關山抗日事件的影響，日本人為方便管理山區原住民，1933年（昭和8年）3月至8月間，將利稻周邊16戶150人移住到利稻臺地上，1940年（昭和15年）日本人為推廣水稻種植，再將14戶127人遷移到利稻，自此開始形成有規模的聚落。
中國青年反共救國團曾因應臺20線南部橫貫公路的通車，於公路沿線設立梅山、埡口，以及利稻部落設置利稻山莊等三個山莊供南橫健行隊住宿使用，後因南橫健行隊停止辦理，加上利稻山莊產權糾紛等因素，於2004年結束營業。

## 部落概況
利稻部落坐落在利稻溪與新武呂溪交會處的臺地上，海拔高度約1,000至1,050公尺，於臺20線175.5公里處有利稻部落出入之主要聯絡道路，全村人口於1996年統計有72戶、365 人，目前有70戶，460人，村民以信仰基督教與原住民傳統信仰為主，村內有1954年12月基督教長老教會設置的利稻教會一座。部落農作以高麗菜、高山愛玉、鮮香菇等高冷蔬果為主。